# Дятел малазійський
Дя́тел малазійський (Yungipicus moluccensis) — вид дятлоподібних птахів родини дятлових (Picidae). Мешкає в Південно-Східній Азії.

## Опис
Довжина птаха становить 11,5-12,5 см. Верхня частина тіла сірувато-коричнева, поцяткована білими плямками. Голова сірувато-коричнева, скроні темно-коричневі. Над очима широкі білі "брови". які ідуть до потилиці, під дзьобом широкі білі "вуса". Хвіст короткий, чорний, поцяткований білими плямками. У самців на тімені яскрава червона пляма.

## Підвиди
Виділяють два підвиди:
- Y. m. moluccensis (Gmelin, JF, 1788) — Малайський півострів, Суматра, Калімантан, Ява, острови Ріау;
- Y. m. grandis Hargitt, 1882 — Малі Зондські острови.

## Поширення і екологія
Малазійські дятли поширені в Індонезії, Малайзії, Брунеї і Сінгапурі. Вони живуть в рівнинних і гірських вологих тропічних лісах, в мангрових лісах, в садах, парках. на полях і плантаціях. Зустрічаються на висоті до 2200 м над рівнем моря.